# Yessy López
Jessica "Yessy" López (26 de diciembre de 1977, Montevideo) es una artista, vedette de carnaval y comunicadora uruguaya.
Actualmente es candidata a Diputada por el Espacio Celeste del Frente Amplio.

## Biografía
Nacida en 1977 en el barrio La Blanqueada en Montevideo, su carrera artística está muy vinculada al carnaval uruguayo, en particular por su participación como vedette en comparsas y agrupaciones de negros y lubolos, habiendo recibido varios premios y reconocimientos. También es tatuadora, diseñadora y fabricante de vestimenta y de vestuario de carnaval.
Aprendió a bailar candombe de manera autodidacta e inspirada en vedettes como Rosa Luna, Martha Gularte y La Negra Johnson. También fue referencia su abuela María del Carmen «Capita» Silveira quien, si bien no fue vedette, bailaba candombe. Inició su carrera artística a los 19 años, participando en desfiles barriales con la Comparsa Sandupay del barrio La Blanqueada de Montevideo (en la que también desfiló tocando el tambor chico).
Es promotora del candombe como patrimonio cultural inmaterial de la Humanidad y reivindica la dimensión barrial y comunitaria de esta expresión artística por encima de la dimensión económica, profesional y competitiva que se genera en el marco de los concursos de carnaval y los desfiles de llamadas oficiales.
Desde 2015 es coconductora del programa Pasión de Carnaval que se emite por el canal VTV donde se analizan las actuaciones de los conjuntos carnavalescos que participan en el Teatro de Verano Ramón Collazo donde se realiza el Concurso Oficial de Agrupaciones Carnavalescas de Montevideo.
Junto a Lola Acosta, Tina Ferreira, Giannina Silva, Virginia Carrizo, Helen Pintos, entre otras, integra una generación de artistas y comunicadoras relacionadas con el Carnaval en Uruguay.

## Televisión
En setiembre de 2020, participa del programa televisivo MasterChef Celebrity Uruguay en Canal 10. De setiembre de 2024 a noviembre del mismo año, fue coconductora del magazine Día a Día de VTV.

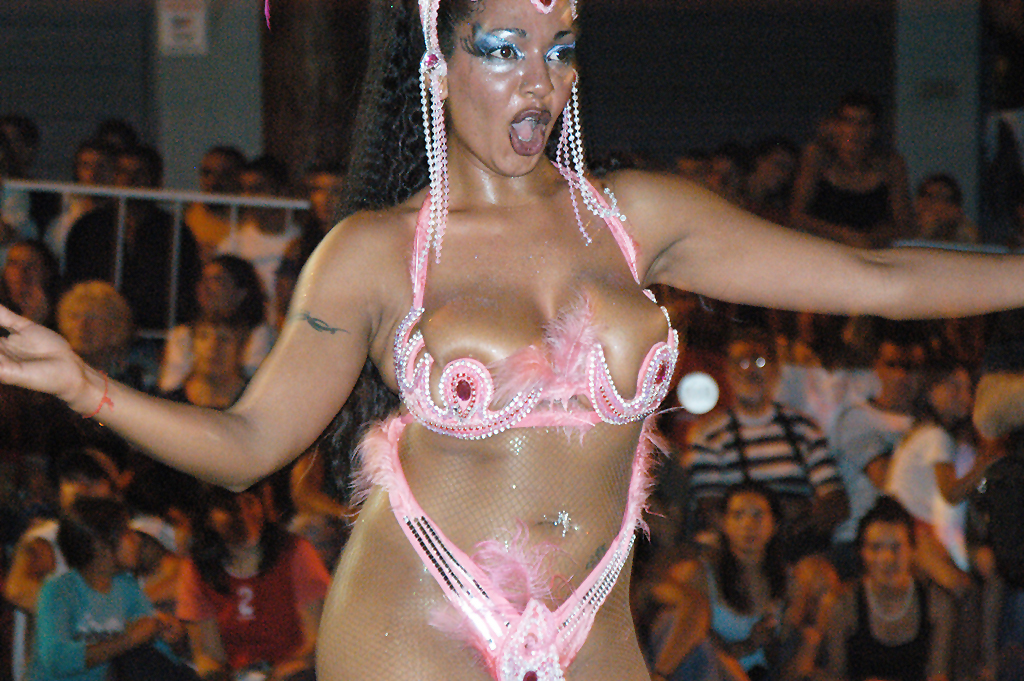
Yessy López en el carnaval 2006 en Montevideo.

## Participación en carnaval
- 1999: Participación en desfile barrial en comparsa Sandupay
- 2000: Participación en desfile barrial en comparsa Sandupay
- 2001: Participación en comparsa Serenata Africana
- 2005: Participación tocando tambor chico en comparsa Serenata Africana.[7]
- 2009: Participación en comparsa Yambo Kenia
- 2010: Participación en comparsa Yambo Kenia
- 2011: Participación en Agrupación Lubola Mi Morena
- 2012: Participación como vedette principal en Agrupación Lubola Mi Morena.[8]
- 2013: Participación como vedette principal en Agrupación Lubola Mi Morena.
- 2014: Participación en Comparsa Elegguá.
- 2015: Participación en Comparsa Elegguá y Comparsa Serenata Africana.
- 2017: Integró agrupación Veteranos de Ansina.
- 2018: Participa en comparsa Templando en Puerto Rico.
- 2022: Participación en Comparsa La Fuerza, ganando el premio a la mejor vedette en el Desfile de Llamadas.

## Premios y menciones
Posee nueve  premios por su participación como vedette en desfiles y concursos de carnaval: tres veces mejor vedette del Desfile de llamadas, cuatro veces mejor vedette del carnaval  y una figura máxima de la categoría negros y lubolos.
- 2006 premio mejor vedette concurso oficial (agrupación) Serenata Africana
- 2009: Premio a Mejor Vedette del Concurso Oficial de Agrupaciones Carnavalescas de Montevideo por su participación en la comparsa Yambo Kenia[9]
- 2010: Premio a Mejor Vedette del Desfile de Llamadas por su participación en la comparsa Yambo Kenia[10]
- 2010: Premio a Mejor Vedette del Concurso Oficial de Agrupaciones Carnavalescas de Montevideo por su participación en la comparsa Yambo Kenia[11]
- 2011: Premio a Mejor Vedette del Concurso Oficial de Agrupaciones Carnavalescas de Montevideo por su participación en la Comparsa Yambo Kenia[12]
- 2012: Premio a Mejor Vedette del Desfile de Llamadas por su participación en la Agrupación Lubola Mi Morena.[13]
- 2012: Premio a Mejor Figura de Lubolos del Concurso Oficial de Agrupaciones Carnavalescas de Montevideo por su participación en Agrupación Lubola Mi Morena[14]
- 2013: Premio a Mejor Vedette del Concurso Oficial de Agrupaciones Carnavalescas de Montevideo por su participación en Agrupación Lubola Mi Morena[15]
- 2014: Premio a Mejor vedette del Desfile de Llamadas por su participación en la comparsa Elegguá[16]
- 2017: Mención Mejor Vestuario de Revista por Revista House en el Concurso Oficial de Agrupaciones Carnavalescas de Montevideo. El equipo de vestuario estuvo integrado por Yessy López, Nicolás Telles y Elizabeth Silveira.[17]
- 2018: Mención Mejor Vestuario de Revista por Revista House en el Concurso Oficial de Agrupaciones Carnavalescas de Montevideo. El equipo de vestuario estuvo integrado por Yessy López, Nicolás Telles y Elizabeth Silveira.[18]
- 2022: Premio a Mejor Vedette del Desfile de Llamadas por su participación en Agrupación Lubola La Fuerza.
- 2024: Premio a Mejor Vedette del Desfile de Llamadas por su participación en Agrupación Lubola La Fuerza.[19]